# Portada/efemèride octubre 3
Maife Gil
« 2 d'octubre · 3 d'octubre · 4 d'octubre »